# Pappobolus sanchezii
Espèce
Statut de conservation UICN

 VU D2 : Vulnérable
Pappobolus sanchezii est une espèce de plantes à fleurs de la famille des Asteraceae.

## Publication originale
- Systematic Botany Monographs 36: 110–115, f. 14B–C, 40–41. 1992.